# Republica Moldova la Concursul Muzical Eurovision 2013
Moldova va participa la Concursul Muzical Eurovision 2013 în Suedia, și își va alege reprezentantul prin intermediul unei selecți naționale, care este formată din două semifinale și o finală națională.

## Selecția Națională
La 13 decembrie 2012, TRM a anunțat oficial participarea la Eurovision 2013. Piesele au putut fi înscrise în română sau în engleză. 
La 11 ianuarie 2013 a fost anunțat de TRM că au fost primite 146 de piese și 49 de artiști care au aplicat pentru selecție.. La 17 ianuarie s-au anunțat 60 de piese și 24 artiști calificați în etapa următoare. La 6 ianuarie 2013 au avut loc mici modificări. Dara trebuia să fie cel al 24-lea finalist însă aceasta a renunțat, fiind înlocuită de Diana Staver. La 7 martie au fost anunțate piesele și au fost supuse la vot pe rețelele de socializare.

## În concurs

### Prima semifinală
| #  | Artist                   | Piesă              | Versuri(v) / Musică (m)                                                                                                 | Public  | Public | Juriu | Total | Loc obținut |
| #  | Artist                   | Piesă              | Versuri(v) / Musică (m)                                                                                                 | Televot | Puncte | Juriu | Total | Loc obținut |
| -- | ------------------------ | ------------------ | --- | ------- | ------ | ----- | ----- | ----------- |
| 1  | Diana Staver             | "Underestimated"   | Thomas Thornholm (m/v), Martin Englund (m/v), Danne Attlerud (m/v)                                                      | 6.85%   | 5      | 0     | 5     | 11          |
| 2  | Vitalie Maciunschi       | "I Want You Back"  | Mathias Kallenberger (m/v), Andreas Berlin (m/v), Stephen Leuenberger (m/v)                                             | 5.39%   | 2      | 3     | 5     | 10          |
| 3  | Margarita Ciorici        | "Coma"             | Hanif Sabzevari (m/v), Alexander Holmgren (m/v), Michael James Down (m)                                                 | 6.45%   | 4      | 2     | 6     | 8           |
| 4  | Cristina V. & Glam Girls | "Celebrate"        | Hanif Sabzevari (m/v), Mike Eriksson (m), Johnny Sanekes (m), Michael James Down (m), Hitmanic (v)                      | 13.46%  | 8      | 0     | 8     | 6           |
| 5  | Doinița Gherman          | "Planeta e un rai" | Doinița Gherman (m/v), Ricu Vodă (m), Cătălin Gondiu (v)                                                                | 15.83%  | 12     | 6     | 18    | 3           |
| 6  | Stela Boțan              | "Inima mea"        | Constantin Dușcu (m), Stela Boțan (v)                                                                                   | 4.16%   | 1      | 1     | 2     | 12          |
| 7  | Vitalie Negruță          | "You'll Be Mine"   | Veaceslav Daniliuc (m), Andrei Hadjiu (v)                                                                               | 5.85%   | 3      | 8     | 11    | 4           |
| 8  | Aliona Moon              | "A Million"        | Yuliana Scutari (v), Serghei Legheida (v), Pavel Parfeni (m)                                                            | 12.86%  | 7      | 12    | 19    | 2           |
| 9  | Ruslan Țaranu            | "Amadeus"          | Ruslan Țaranu (m/v) | 2.35%   | 0      | 5     | 5     | 9           |
| 10 | Boris Covali             | "Runaways"         | Hanif Sabzevari (m/v), Frederik Akerlund (m), Michael James Down (m)                                                    | 14.70%  | 10     | 10    | 20    | 1           |
| 11 | Felicia Dunaf            | "Codename Felice"  | Eugen Doibani (m/v) | 9.21%   | 6      | 4     | 10    | 5           |
| 12 | Svetlana Bogdanova       | "Conquer My Heart" | Christina Schilling] (m/v), Camilla Gottschalck (m/v), Daniel Nilsson (m/v), Henrik Szabo (m/v), Jonas Gladnikoff (m/v) | 2.89%   | 0      | 7     | 7     | 7           |

### Semifinala 2
| #  | Artist                      | Piesă                   | Versuri (l) / Music (m)                                                                                | Public  | Public | Juriu | Total | Poziția în top |
| #  | Artist                      | Piesă                   | Versuri (l) / Music (m)                                                                                | Televot | Puncte | Juriu | Total | Poziția în top |
| -- | --------------------------- | ----------------------- | --- | ------- | ------ | ----- | ----- | -------------- |
| 1  | Tatiana Heghea              | "A Brighter Day"        | Vasco Cardoso (m), Ruben Pacheco (m), Michael James Down (l)                                           | 18.09%  | 12     | 4     | 16    | 3              |
| 2  | Aurel Chirtoacă             | "Iartă-mă"              | Eugenia Andries-Carabut (m/l)                                                                          | 6.01%   | 3      | 6     | 9     | 7              |
| 3  | Inaya                       | "I Need You Now"        | Ylva Persson (m/l), Linda Persson (m/l)                                                                | 2.57%   | 0      | 3     | 3     | 10             |
| 4  | Anna Gulko                  | "Somebody Else"         | Roman Lupu (m/l)                                                                                       | 7.93%   | 5      | 5     | 10    | 5              |
| 5  | Valeria Pașa & Alex Mataev  | "Show Me Your Feelings" | Pașa Valeriu (m/l)                                                                                     | 7.13%   | 4      | 2     | 6     | 9              |
| 6  | Nicoleta Gavriliță          | "Freaky Thong"          | Hitmanic (m/l), Henri Thiesen (m), Jimi Thiesen (m), Michael James Down (m)                            | 8.67%   | 6      | 7     | 13    | 4              |
| 7  | Irina Tarasiuk              | "Dancing Hearts"        | Serghei Covalischii (m), Alina Dabija (l)                                                              | 2.75%   | 1      | 1     | 2     | 11             |
| 8  | FireLove                    | "Just Smile"            | Irina Gondiu (m/l)                                                                                     | 2.40%   | 0      | 0     | 0     | 12             |
| 9  | Irina Kitoroagă             | "L.o.v.e. Love"         | John Ballard (m/l), Ruth Mussie (m/l), Jerusalem Yemane (m/l), Irena Krsteva (m/l), Kian Fakhary (m/l) | 5.07%   | 2      | 8     | 10    | 6              |
| 10 | Cristina Scarlat            | "I Pray"                | Ivan Aculov (m), Lidia Scarlat (l)                                                                     | 14.05%  | 8      | 12    | 20    | 2              |
| 11 | Alexandru Șendrea           | "In My Head"            | Michael James Down (m/l)                                                                               | 9.30%   | 7      | 0     | 7     | 8              |
| 12 | Cristina Croitoru & Karizma | "Never Fall Again"      | Cristina Croitoru (m), Olga Fesenco (l)                                                                | 16.03%  | 10     | 10    | 20    | 1              |

### Finala
| #  | Artist                      | Piesă              | Versuri (l) / Musică (m)                                                                                               | Public  | Public | Juriu | Total | Loc Obținut |
| #  | Artist                      | Piesă              | Versuri (l) / Musică (m)                                                                                               | Televot | Puncte | Juriu | Total | Loc Obținut |
| -- | --------------------------- | ------------------ | --- | ------- | ------ | ----- | ----- | ----------- |
| 1  | Cristina V. & Glam Girls    | "Celebrate"        | Hanif Sabzevari (m/l), Mike Eriksson (m), Johnny Sanekes (m), Michael James Down (m), Hitmanic (l)                     | 1.31%   | 1      | 0     | 1     | 12          |
| 2  | Boris Covali                | "Runaways"         | Hanif Sabzevari (m/l), Frederik Akerlund (m), Michael James Down (m)                                                   | 36.49%  | 12     | 8     | 20    | 2           |
| 3  | Cristina Croitoru & Karizma | "Never Fall Again" | Cristina Croitoru (m), Olga Fesenco (l)                                                                                | 8.51%   | 8      | 7     | 15    | 4           |
| 4  | Svetlana Bogdanova          | "Conquer My Heart" | Christina Schilling (m/l), Camilla Gottschalck (m/l), Daniel Nilsson (m/l), Henrik Szabo (m/l), Jonas Gladnikoff (m/l) | 0.58%   | 0      | 2     | 2     | 11          |
| 5  | Nicoleta Gavriliță          | "Freaky Thong"     | Hitmanic (m/l), Henri Thiesen (m), Jimi Thiesen (m), Michael James Down (m)                                            | 3.29%   | 4      | 3     | 7     | 6           |
| 6  | Aurel Chirtoacă             | "Iartă-mă"         | Eugenia Andries-Carabut (m/l)                                                                                          | 2.50%   | 2      | 5     | 7     | 7           |
| 7  | Irina Kitoroagă             | "L.o.v.e. Love"    | John Ballard (m/l), Ruth Mussie (m/l), Jerusalem Yemane (m/l), Irena Krsteva (m/l), Kian Fakhary (m/l)                 | 0.94%   | 0      | 4     | 4     | 10          |
| 8  | Anna Gulko                  | "Somebody Else"    | Roman Lupu (m/l) | 0.82%   | 0      | 0     | 0     | 14          |
| 9  | Vitalie Negruță             | "You'll Be Mine"   | Veaceslav Daniliuc (m), Andrei Hadjiu (l)                                                                              | 3.24%   | 3      | 6     | 9     | 5           |
| 10 | Cristina Scarlat            | "I Pray"           | Ivan Aculov (m), Lidia Scarlat (l)                                                                                     | 5.63%   | 7      | 10    | 17    | 3           |
| 11 | Doinița Gherman             | "Planeta e un rai" | Doinița Gherman (m/l), Ricu Vodă (m), Cătălin Gondiu (l)                                                               | 3.39%   | 5      | 1     | 6     | 9           |
| 12 | Tatiana Heghea              | "A Brighter Day"   | Vasco Cardoso (m), Ruben Pacheco (m), Michael James Down (l)                                                           | 3.74%   | 6      | 0     | 6     | 8           |
| 13 | Felicia Dunaf               | "Codename Felice"  | Eugen Doibani (m/l) | 1.07%   | 0      | 0     | 0     | 13          |
| 14 | Aliona Moon                 | "A Million"        | Yuliana Scutari (l), Serghei Legheida (l), Pavel Parfeni (m)                                                           | 28.49%  | 10     | 12    | 22    | 1           |